# Makin Football Club
O Makin Football Club é um clube de futebol localizado no arquipélago Makin, no Kiribati. Possui dois títulos registrados no Te Runga, a divisão principal do futebol no país.

## Títulos
- Te Runga: 2010 e 2013